# 대한전선
대한전선(영어: Taihan Cable & Solution Co., Ltd.)은 대한민국의 전력 및 통신케이블, 산업용케이블, 특수케이블 기업이다.

## 역사
- 1941년에 한국 최초의 전선 기업인 조선전선에서 시작됐다. 1955년 대한전선(주)로 사명을 변경하였다.
- 1964년 동남아 지역에 한국 최초로 전선 수출를 시작하였고 1997년 5억불 수출의 탑을 수상하였고, 2005년 7억불 수출의 탑, 2007년에는 10억불 수출의 탑을 수상했다.
- 원래는 가전, 전자기업으로 매출이 높았으나 1970년대 후반에 매출이 감소되기 시작하였으며, 판매가 부진 면치 못하고, 1983년 대한전선의 가전부문은 대우전자로 넘어갔다.
- 2009년 한국 최초 초고압용 폴리머애관 개발, 2012년 세계 최초 400 km/h급 고속전차선을 개발, 2013년 한국 최초로 열차제어 신호전송용 케이블, 슬림형 UTP케이블 등 전력과 통신을 아우르는 제품개발에 잇달아 성공했다.
- 2009년에는 채권단과 재무개선약정을 맺었다.
- 2011년 완공한 단일 전선공장으로는 세계 최대 규모인 당진공장을 중심으로 2000년에 설립한 남아공 생산법인 M-TEC과 2005년에 설립한 베트남 생산법인 TCV를 대륙별 생산기지로 삼고 글로벌 네트워크를 구축해 나가고 있다.
- 2012년 사업다각화와 글로벌 금융위기에 따른 자산 부실화로 채권금융기관과 자율협약을 맺었다.
- 2013년 오너 3세인 설 부사장이 경영권을 포기하였다.[1]
- 2015년 9월 사모펀드인 IMM PE에 인수되며 3년 7개월만에 자율협약을 졸업하고 안정적인 재무환경을 조성하였다.
- 2016년 1월 통신케이블 전문 계열사인 ㈜티이씨앤코를 흡수합병을 결정했다.
- 2016년 9월 'We Connect the Future 더 나은 미래로'라는 비전을 선포했다. 그리고 새로운 CI를 선포하며 새출발을 다짐하였다.
- 2018년 2월에는 신기술이 추가된 '플렉시온'(영문:Flexion) 케이블이 개발되어 더욱 발전 가능성을 보여주는 기업이 되고 있다. 게다가 2017년 공시 기준 영업이익 전년대비 소폭 상승시키며 더욱 기대감을 주고 있다.
- 2021년 5월 호반산업에 인수되면서 영문 사명을 Taihan Electric Wire에서 Taihan Cable & Solution로 변경하고, 모기업과의 사업 시너지 등을 위해 주택건설업과 부동산개발업을 사업 목적에 추가했다.

## 사업
고부가가치 제품인 초고압케이블 분야에서 상당한 경쟁력을 갖추고 있다. 대한민국 최초로 500kV 초고압케이블을 개발, 상용화하였으며, 소선절연케이블, ACCC증용량가공선 등 다양한 기술집약적 제품을 공급하고 있다.

## 사업장
한국 사업장은 서초 본사를 중심으로 충남 당진에 전선공장과 전력기기 공장을 운영하고 있다. 또한 미국을 비롯해 사우디, 카타르, 호주, 영국 등 해외 15개 지사를 두고 있으며 남아공, 베트남, 사우디 등에 생산, 법인을 운영하고 있다.

## 종속 기업
- 대한씨앤에스
- 티이씨제이차유한회사